# Challes-les-Eaux
Challes-les-Eaux é uma comuna francesa na região administrativa de Auvérnia-Ródano-Alpes, no departamento da Saboia. Estende-se por uma área de 5.65 km². Em 2010 a comuna tinha 5 856 habitantes (densidade: 1 036,5 hab./km²).